# Santiago Zacualuca
Santiago Zacualuca är en ort i Mexiko, tillhörande kommunen Teotihuacán i delstaten Mexiko. Santiago Zacualuca ligger i den centrala delen av landet och tillhör Mexico Citys storstadsområde. Orten hade 2 546 invånare vid folkmätningen 2010.